# Pseudomertensia trollii
Pseudomertensia trollii är en strävbladig växtart som först beskrevs av Melch., och fick sitt nu gällande namn av Ralph Randles Stewart och Kazmi. Pseudomertensia trollii ingår i släktet Pseudomertensia och familjen strävbladiga växter. Inga underarter finns listade i Catalogue of Life.